# کنتو هاندا (بازیگر)
کنتو هاندا (انگلیسی: Kento Handa; ۴ ژوئن ۱۹۸۴ – ) بازیگر، خواننده اهل ژاپن بود.